# Spip (stripfiguur)

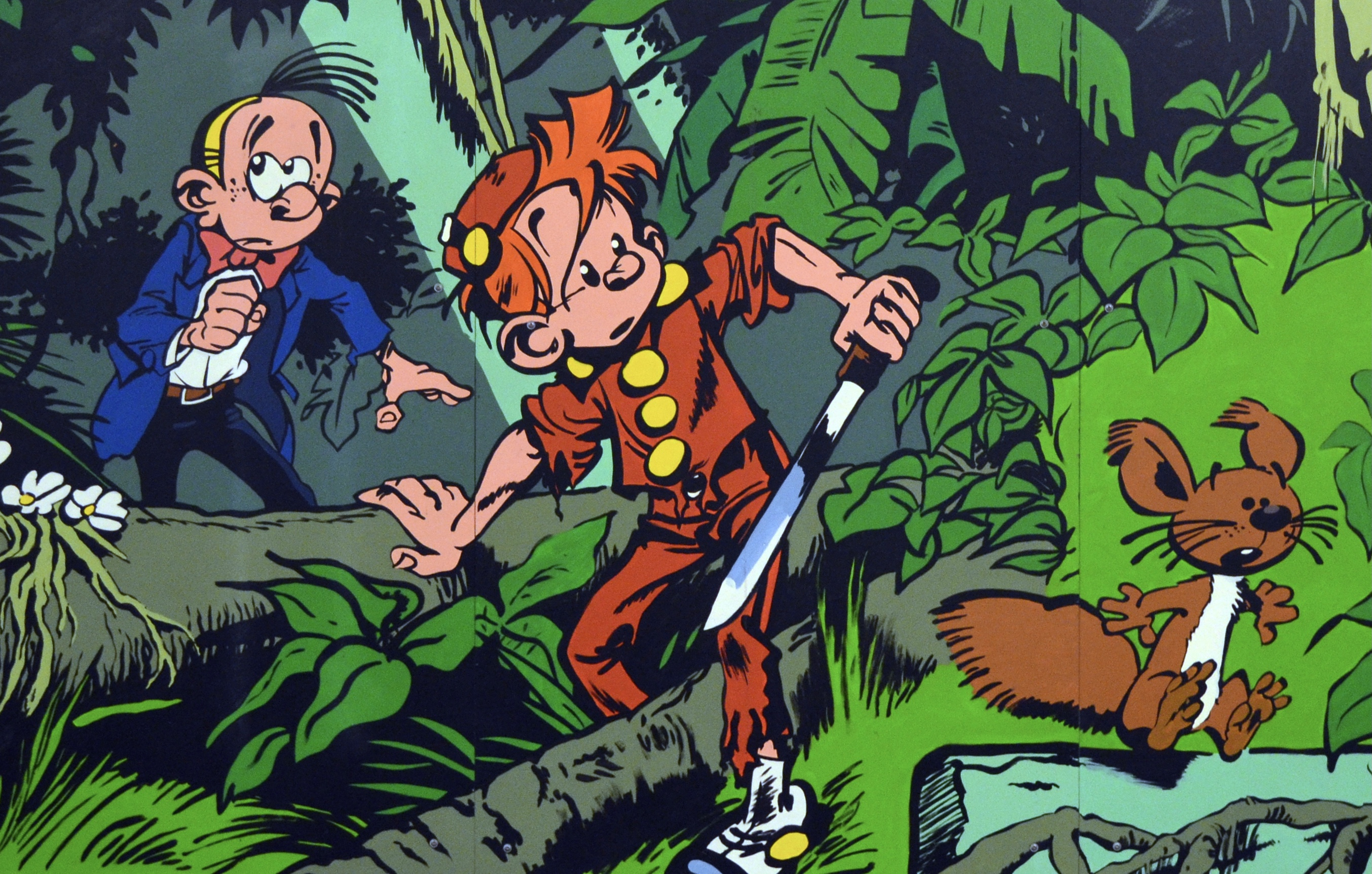
Spip met Robbedoes en Kwabbernoot

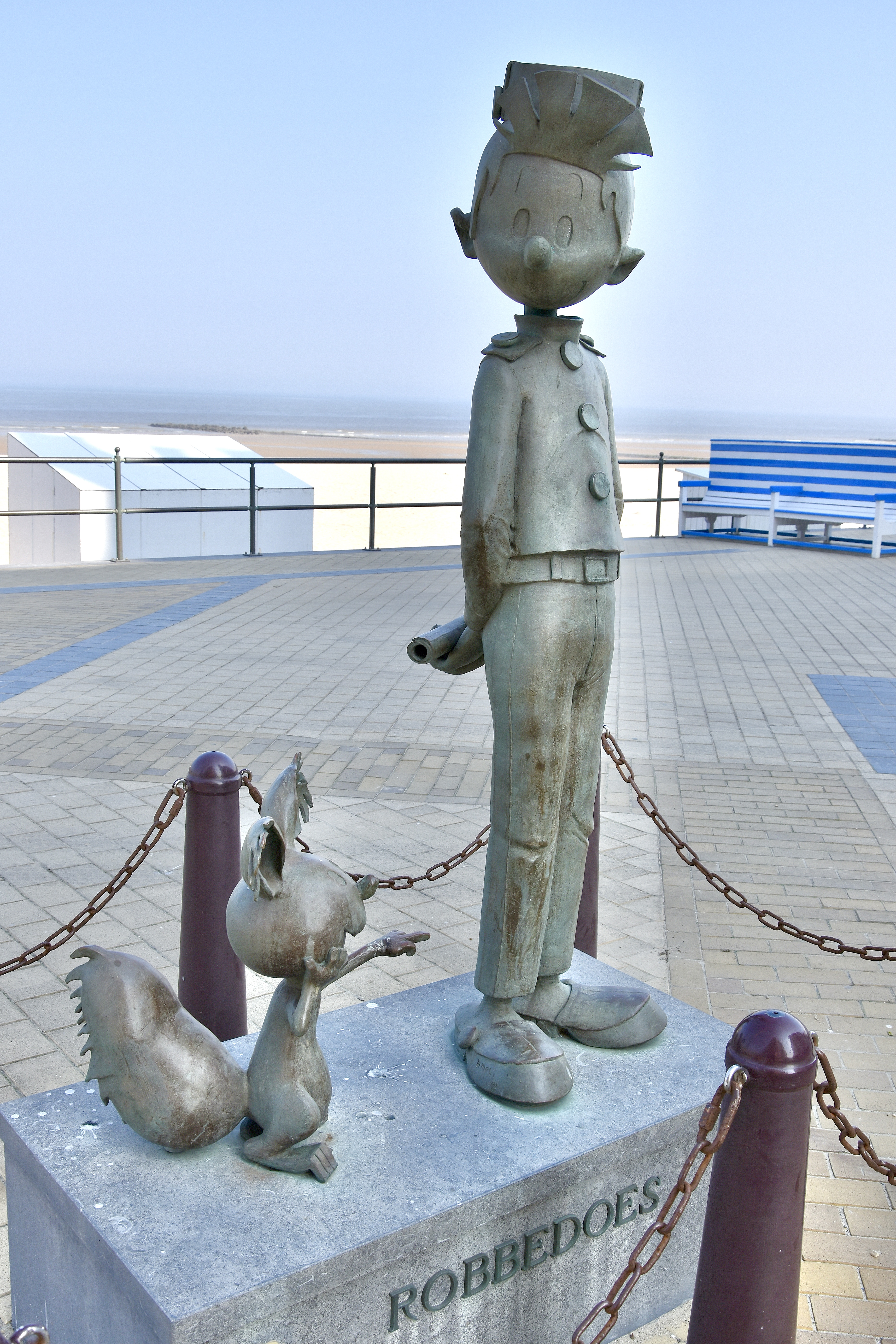
Robbedoes en Spip (Stripstandbeelden Middelkerke)

Spip is een stripfiguurtje uit Robbedoes en Kwabbernoot bedacht door Rob-Vel. Het is een heel eigenwijze eekhoorn die altijd, al dan niet vrijwillig, meegaat op avontuur. Hij kan heel goed opschieten met de Marsupilami. Het is een beetje een "held op sokken" maar toch heeft hij al vaak het leven gered van Robbedoes en Kwabbernoot. Het liefste ligt hij te slapen in een oude pantoffel waarbij hij droomt over bergen nootjes.
Spip komt voor het eerst voor in het verhaal L'Héritage de Bill Money (1939), een verhaal waarin Robbedoes de eekhoorn bevrijdt. Zo werd hij Robbedoes' eerste vriend, nog voor Kwabbernoot. Hij kwam sindsdien in elk verhaal voor. Daarnaast verschijnt hij ook in de serie De Kleine Robbe.

## Naam
De naam "Spip" is een kortere variant van het woord "spirou", dat in het dialect van Charleroi "eekhoorn" betekent.

## Rol
Het personage van Spip kreeg in de loop van de verhalen een andere rol, afhankelijk van de tekenaar die het dier vorm gaf. Rob-Vel gebruikte Spip vooral utilitair, wanneer hij bijvoorbeeld de touwen waarmee Robbedoes was vastgebonden moest doorbijten. Bij Jijé kreeg de eekhoorn een grotere rol en ook een eigen stem, als commentator bij de actie. Dit was ook het geval bij Fournier. Franquin had het moeilijk met die rol en maakte van Spip weer dier zonder al te menselijke gaven, dat hier en daar voor een komische noot zorgde.